# Susan Schut
Susan Schut (Apeldoorn, 28 maart 2003) is een Nederlands volleybalspeelster. Schut kwam in Nederland uit voor SV Dynamo en VC Zwolle. In het buitenland speelde ze voor de Duitse club Schweriner SC. Sinds 2024 komt Schut uit voor het eveneens Duitse Ladies in Black Aachen.

## Carrière
Schut begon met volleyballen bij SV Dynamo uit haar geboortestad Apeldoorn. Als dertienjarige maakte ze al haar debuut in het eerste elftal in februari 2017. Na drie jaar bij SV Dynamo maakte Schut de overstap naar competitiegenoot VC Zwolle. In januari 2024 ging Schut bij het Duitse Schweriner SC haar eerste buitenlandse avontuur aan. In het seizoen 2023/24 eindigde ze met deze club op de tweede plaats in de Bundesliga. Hierna verliet Schut de club uit Schwerin voor een overstap naar Ladies in Black Aachen, waar ze in het seizoen 2024/25 voor uitkomt.